# 宗教的排他主義
宗教的排他主義（しゅうきょうてきはいたしゅぎ、英: Religious exclusivism）とは、一つの宗教だけが真理であるとする教義・教理である。ある宗教が競合する他の宗教より優れているとの主張は宗教的排他主義である。
論争中の宗教的真実の主張に関して、任意の宗教的視点が、競合する他のすべての宗教的視点より優れていることを否定しているときのみ、宗教的排他主義者でないと認めることができる。ある宗教間の真実の主張に関して、単一の宗教的視点が他のすべてに優ることはないと主張するだけでなく、宗教間で異なる真実について平等に肯定的な主張をしているときのみ、宗教的多元主義者であると認められる。

## キリスト教
キリスト教における宗教的排他主義者はアリストテレスの「真実は一つであり、多数ではない」という概念を用いて、キリスト教の啓示が真実であると認めるとの前提にたち、他の宗教的主張を無効とみなす。宗教的排他主義者の中でも穏健派は非キリスト教の宗教の中にも何らかの徳があると考える。
宗教的包括主義者は宗教的排他主義者と同じく救済はキリストのみによるが、テモテへの手紙一2:4を引用して神は全人類が救われることを望んでいることを強調する。
神はキリストのみによって人々を救うが、それを全人類に拡大する方法によって可能となると主張する。宗教的包括主義も他の宗教から見れば、傲慢な宗教的排他主義と受け止められうる。ヒンドゥー教徒やイスラム教徒も含む全ての人類が自覚なしにキリストによって救われると説くならば、包括主義も排他主義に映ることになる。

### カトリックとプロテスタント
カトリックは第2バチカン公会議(1962-1965)において、「キリスト教の教えに納得できない者やキリスト教を十分に理解していない者が洗礼を受けなくても、決して滅びることはない」という見解を示しており、プロテスタントも「信仰をもっていない者のことも、神の愛に信頼して任せることができる」と考える教会が多くなっている。

### 一般恩寵
排他主義の立場でも異教徒たちにも与えられる神の恵みとして、救済的ではない一般恩寵が認められてきたのであり、ジョン・グレッサム・メイチェンは、異教に救済がないとはしているが、異教徒たちの中に優れた文化があることは賞賛し、異教が無価値であるとはしていない。

## 神道
崇仏・廃仏論争において物部尾輿・中臣鎌子らは「我が国の王の天下のもとには、天地に180の神がいます。今改めて蕃神を拝せば、国神たちの怒りをかう恐れがあります」と反対したが、私的な礼拝と寺の建立が認められた。しかし直後に疫病が流行し物部・中臣氏らは「仏神」のせいで国神が怒っているためであると奏上。欽明天皇は仏像の廃棄、寺の焼却を黙認したという。
宗教学者ジョン・ネルソンによると神道の儀式は、常に政治権力の神聖化に利用されてきた。身近な神社の象徴、儀式、概念の深層にはナショナリズム（絶対主義、排他主義、権威主義）の要素が潜んでおり、神道がナショナリズム復活のために利用されることで、個人の自由や法的権利が少数のエリートによって脅威と見なされる危険があることを指摘している。

## 道教
道教に傾倒した唐の武宗は道士の提言をいれ、異教徒である仏教の寺院の廃毀と財産没収、僧尼の還俗を断行している。仏教のほかに「唐代三夷教」（マニ教・ゾロアスター教・ネストリウス派キリスト教）も禁止された。

## 儒教
南朝の顧歓や唐の韓愈たち儒者、道士は、仏教を夷狄の宗教として排仏論を提唱、孟子が〈吾夏をもって夷を変ためし者を聞けども，夷によって変ためられし者を聞かざるなり〉とのべているように、華夏による一方的な教化の対象となるべきものであった。三武一宗の法難のうち後周を除く三廃仏では、儒教を基本としたうえで、異教徒である仏教勢力の弾圧が認められた。仏教の出家主義と剃髪の風習が「孝」の倫理にもとるとの攻撃が行われ、仏説の非現実性、三世輪回説、応報説、天堂地獄説などにも批判が行われた。

## 仏教
仏教では、仏教以外の宗派の教説を異端と見なし「外道」と呼んでおり、仏教を「内道」と呼んでいる。外道は異教、悪魔や邪道を指すことにも用いられ、人を罵るために使われてきた。
スリランカの歴史に関する神話『マハーワンサには仏教戦士ドゥトゥガムヌとその軍隊が500人もの仏教僧に支えられて良き支配者であったエララ王を打倒、数千人のタミール人を殺したことを嘆き、慰めに来た8人の阿羅漢（釈迦の悟りを開いた弟子）たちは「獣にも劣るタミールの不信心者（エララとその仲間）を殺しただけだから本当の罪はない」と答えた。釈迦がスリランカを訪れた際、「征服者」として仏教に敵対する勢力であるヤッカ（島の非人間的住民・亜人として描かれている）を「心に恐怖」を与えて故郷から追い出し、やがて彼の教義が「栄光に輝く」ようにしたという話がマハーワンサで語られている。
仏教学者は「たとえ仏教を聞いたことがなくても、本当に悟りを得たい人は誰でもすぐに悟ることができるという提案は、不信感を引きおこし、憤りを持って受け取られる可能性が高い」と述べている。

## イスラーム
イスラームにおいても、『イスラーム以外の信仰はすべて無価値な誤った教えであり、地獄に落ちる』と主張する過激な考えが存在している。

## その他の宗教
その他の宗教においても、排他主義的言説を唱える団体が存在している。

## 排他主義の各国比較
各国の価値観を比較した調査では、日本や無神論が強いとされる中国は他宗教に対して排他的な姿勢を示している。プロテスタント国家とされるアメリカ、カトリックが多いとされるブラジル、ムスリムが多いとされるパキスタンは相対的に他宗教に寛容である。
アメリカ人の79.8%、ブラジル人の79.1%は他宗教の信者も道徳的と回答しているのに対し、日本人は12.6%が他宗教の信者も道徳的と回答しており、日本では他宗教より優れた道徳を持つと考える宗教的排他主義が根強い。
|                | 他宗教の信者を信頼する(%) | 他宗教の信者も道徳的(%) | 他宗教の信者と隣人になりたくない(%) | 移民・外国人労働者と隣人になりたくない(%) |
| -------------- | ------------------------- | ----------------------- | ----------------------------------- | ----------------------------------------- |
| アメリカ合衆国 | 69.0%                     | 79.8%                   | 3.4%                                | 13.8%                                     |
| ブラジル       | 57.5%                     | 79.1%                   | 3.4%                                | 2.6%                                      |
| パキスタン     | 26.7%                     | 48.8%                   | 23.8%                               | 20.9%                                     |
| インド         | 50.0%                     | 60.7%                   | 28.4%                               | 47.1%                                     |
| 中国           | 9.1%                      | 13.5%                   | 9.2%                                | 12.2%                                     |
| 日本           | 10.1%                     | 12.6%                   | 32.6%                               | 36.3%                                     |

## 比較宗教学による考察
排他主義の立場をとる人々には、概して布教に熱心な人が多い。これは、自宗教のみに救いがあるという思想を彼らが持っていることから、他の人に救いの可能性を広めることを使命と感じている場合が多いからである。
前近代においては、宗教と国家が強く結びついており、国家間・民族間の戦争は往々にして『神と神の』もしくは『宗教と宗教の』戦いの色彩を帯びざるを得なかった。また人類という共同体意識も皆無に近かった。そのため宗教的排他主義も現代に比して強く現れることが多かった。
なお、排他主義という言葉から一部に誤解があるが、宗教的排他主義とは、暴力的な手法を用いることを意味しているわけではなく、あくまでも思想の上で他宗教の価値を認めないということであり、特に現代では暴力には否定的な人々が多数派である。
排他主義は一神教特有の現象であって、多神教には存在しないという主張が、特に多神教の信奉者からなされることがある（多神教優位論）。しかし、歴史を見れば、日本における廃仏毀釈や国家神道の思想や、インドにおけるヒンドゥー至上主義など、多神教の中にも排他主義的な面が色濃く現れることはあり、必ずしも一神教に特有な現象だとも言い切れない。また、そのような思想が広まる背景には、例えば貧困や搾取など、様々な政治・経済的な問題が絡んでおり、純粋に宗教的な理由だけで排他主義が広まるということはほとんどないと言える。